# (10508) 1988 RM4
A (10508) 1988 RM4 a Naprendszer kisbolygóövében található aszteroida. Henri Debehogne fedezte fel 1988. szeptember 1-jén.

## Kapcsolódó szócikk
- Kisbolygók listája (10501–11000)